# Grand Prix d'été de saut à ski 2000
Le Grand Prix d'été de saut à ski 2000 est la septième édition du Grand Prix d'été de saut à ski organisé par la FIS, il fut remporté par le finlandais Janne Ahonen.

## Classement général
| Place | Nom                | Pays      | Points |
| ----- | ------------------ | --------- | ------ |
| 1     | Janne Ahonen       | Finlande  | 705    |
| 2     | Matti Hautamaeki   | Finlande  | 480    |
| 3     | Hideharu Miyahira  | Japon     | 438    |
| 4     | Noriaki Kasai      | Japon     | 285    |
| 5     | Risto Jussilainen  | Finlande  | 264    |
| 6     | Kazuyoshi Funaki   | Japon     | 253    |
| 7     | Andreas Widhoelzl  | Autriche  | 245    |
| 8     | Tommy Ingebrigtsen | Norvège   | 226    |
| 9     | Henning Stensrud   | Norvège   | 219    |
| 10    | Frank Loeffler     | Allemagne | 191    |

## Résultats
| Date             | Lieu         | Vainqueur                                                                  | Deuxième                                                                       | Troisième                                                                      |
| 5 août 2000      | Hinterzarten | Finlande - Risto Jussilainen - Jani Soininen - Ville Kantee - Janne Ahonen | Japon - Kazuya Yoshioka - Kazuyoshi Funaki - Hideharu Miyahira - Noriaki Kasai | Allemagne - Sven Hannawald - Michael Uhrmann - Frank Loeffler - Martin Schmitt |
| 6 août 2000      | Hinterzarten | Andreas Widhoelzl                                                          | Martin Hoellwarth                                                              | Noriaki Kasai                                                                  |
| 9 août 2000      | Kuopio       | Janne Ahonen                                                               | Noriaki Kasai                                                                  | Matti Hautamaeki                                                               |
| 12 août 2000     | Villach      | Janne Ahonen                                                               | Matti Hautamaeki                                                               | Hideharu Miyahira                                                              |
| 14 août 2000     | Courchevel   | Janne Ahonen Hideharu Miyahira                                             |                                                                                | Martin Schmitt                                                                 |
| 26 août 2000     | Hakuba       | Matti Hautamaeki                                                           | Janne Ahonen                                                                   | Noriaki Kasai                                                                  |
| 27 août 2000     | Hakuba       | Janne Ahonen                                                               | Risto Jussilainen                                                              | Matti Hautamaeki                                                               |
| 2 septembre 2000 | Sapporo      | Hideharu Miyahira                                                          | Janne Ahonen                                                                   | Kazuyoshi Funaki                                                               |
| 3 septembre 2000 | Sapporo      | Janne Ahonen                                                               | Henning Stensrud                                                               | Lasse Ottesen                                                                  |